# بانوی کوچک (فیلم ۱۹۴۹)
بانوی کوچک (ایتالیایی: Signorinella) فیلمی ایتالیایی در سبک کمدی به کارگردانی ماریو ماتولی است که در سال ۱۹۴۹ منتشر شد.

## بازیگران
- آنتونلا لوالدی
- آرولدو تیری
- دینا ساسولی
- آلدو بوفی لندی
- اوه نینچی
- انریکو ویاریزیو
- انزو گارینی
- جیاکومو فوریا
- آلدو سیلوانی